# Jurinella feminea
Jurinella feminea là một loài ruồi trong họ Tachinidae.